# 安部沙織
安部 沙織（あべ さおり、1977年10月14日 - ）は、日本の女優、脚本家、監督。
東京都あきる野市出身。駒澤短期大学英文科卒。血液型はA型。パシフィックボイス所属。

## 来歴
20歳のときスカウトをきっかけに芸能界に入る。以降映画女優を目指し、2003年「烈風Action!?」でヒロインに抜擢されスクリーンデビューを果たす。その後、演技のメソッドが確立されているアメリカで学びたい想いが募り、2004年単身ニューヨークに渡る。New York Film Academyにて演技、16mm映画製作を学び、主演・監督を含め30本以上の映画製作に参加。帰国後2006年から現在所属しているパシフィックボイスに所属。ニューヨークでの経験を生かし、女優業に留まらず、脚本家、監督としての活動の幅を広げている。

## 出演

### 映画
- 2003年「烈風Action!?」 - ヒロイン香璃役（竹田直樹監督）
- 2006年「遺影」 - 北村聡美役（三宅伸行監督）※第9回小津安二郎記念蓼科高原映画祭・短編映画コンクール“グランプリ”受賞　※第2回山形国際ムービーフェスティバル“準グランプリ”受賞
- 2008年「R246STORY」ILMARI(RIP SLYME)監督作品「CLUB246」 - 脚本
- 2011年「SmileBus/スマイルバス」 - 出演（パク・サンジュン監督）※第13回「ショートショートフィルムフェスティバル＆アジア」日韓観光振興プロジェクト特別製作作品

### テレビドラマ
- TOKYOコントロール（フジテレビNEXT） - 蒼井翔子役

### ラジオ
- 2002年 NHK-FM 青春アドベンチャー「ネガティブハッピー・チェーンソーエッジ」 - 出演　第2話、第9話
- 2002年 FM-FUJI 「サンデードラマシティ」 - 主演

　　第1話「一人暮らし」、第3話「淡い恋」、第4話「遠距離恋愛」、第11話「ファーザーズデイ」、第15話「女の友情」、第16話「2代目奮闘記」
- 2006年10月−2008年9月 J-WAVE「J-WAVE GOOD MORNING TOKYO」TOKYO DISCOVERY - レギュラー／リポーター

### 舞台
- 2000年 「青い鳥」 - チレット役（作／演出：与儀英一）
- 2000年 「ヴェニスの商人」 - ソフィア役（作／演出：与儀英一）
- 2001年 ラフカット2001「ダンデライオン」 - 栗山未優役（作：大野敏哉 演出：堤泰之）
- 2002年 「ドロップ」 - チーコ役（作：坂本受温子 演出：村手龍太）

### 雑誌
- 2006-2008年 月刊誌「Car Goods Magazine」安部沙織の胸きゅんシネマパラダイス - コラム連載（三栄書房）

### WEB
- 2011年2月-　ライブドア「独女通信」大人女子映画部 - コラム連載中

### その他
- 2005年 ショートフィルム「Bless me!」 - 監督／脚本（3分／製作国　米国）
- 2005年 ショートフィルム「Blind date」 - 監督／脚本（3分／16mm／製作国米国）
- 2005年 ショートフィルム「Thinking of you」 - 監督／脚本（3分／16mm／製作国　米国）
- 2005年 ショートフィルム「My life in Color」 - 監督／脚本（15分／16mm／製作国　米国）
- 2008年 ショートフィルム「My First Roommate」 - 監督／脚本（23分／製作国　米国）
- 2011年 ショートフィルム「ボージョボーの恋まじない」 - 監督／脚本（5分／製作国　日本）